# マクシム・ベルコフ
マクシム・イーゴレヴィチ・ベルコフ（ロシア語: Макси́м И́горевич Белько́в, ラテン文字転写: Maxim Igorewitsch Belkow、1985年1月9日 - ）は、ロシア、イジェフスク出身の自転車競技（ロードレース）選手。

## 来歴
2006年
- ロシア選手権 U23・個人タイムトライアル 優勝

2007年
- ヨーロッパ自転車競技選手権大会 ロードレース（U23） 優勝

2013年
- ジロ・デ・イタリア 区間1勝(第9)